# Hamadi Chergui
Hamadi Chergui – tunezyjski piłkarz grający na pozycji napastnika. W swojej karierze grał w reprezentacji Tunezji.

## Kariera reprezentacyjna
W 1982 roku Chergui został powołany do reprezentacji Tunezji na Puchar Narodów Afryki 1982. Zagrał w nim w jednym meczu grupowym, z Ghaną (0:1).